# Naturalismo (filosofía)
El término naturalismo (del latín naturalis) se usa para denominar las corrientes filosóficas que consideran a la naturaleza como el principio único de todo aquello que es real. Sistema filosófico de creencias que sostiene que no hay nada más que fuerzas y causas del tipo de las estudiadas por las ciencias naturales.
Otra manera relativamente sencilla de entender el naturalismo en filosofía es entender por naturalismo toda posición opuesta al misticismo, entendido este último como englobando todas aquellas posiciones que atribuyen realidad objetiva a realidades cuya realidad es esencialmente subjetiva (e.g. "la belleza, las experiencias religiosas, el amor, el bien", etc.) y sugieren que el ser humano posee algún tipo de facultad directa (mística, sobrenatural) de conocer o captar dichas realidades supuestamente objetivas y sobrenaturales.
Filósofos que han intentado explicar y defender esta corriente filosófica incluyen a Willard Van Orman Quine y Hilary Putnam.
Generalmente el naturalismo suele sostener que los conceptos relacionados con la consciencia y la mente hacen referencia a realidades o propiedades que pueden ser traducidas a relaciones de superveniencia (interdependencia) en términos naturales.
Específicamente, rechaza la idea de poder hablar objetivamente sobre algo "sobrenatural", como ocurre en las religiones humanas, rechazando así la idea de teleología o axiología, viendo todas aquellas cosas "sobrenaturales" como explicables en los mismos términos que todas las demás cuestiones científicas, esto es, sin conferir a ningún ámbito de la realidad fenoménica un carácter especial, privilegiado o "místico".
Se trata, pues, de una visión teórica acerca de la naturaleza misma del discurso y la investigación científicos en general, no sólo sobre los paradigmas actuales en las ciencias.

## Características
Algunas formas de naturalismo excluyen decididamente todo tipo de mecanicismo, como es el caso del materialismo dialéctico marxista —que puede englobarse también dentro del naturalismo—, para el que la realidad no está regulada por leyes mecánicas sino por la tríada hegeliana de la tesis, antítesis y síntesis.
En el naturalismo, el ser humano es un ser plenamente radicado en sí mismo y que en sí mismo adquiere todo su sentido. De ahí que el naturalismo suela desembocar en un humanismo radical, tal como aconteció con el naturalismo renacentista y con el del siglo XVIII. La perfección del ser humano —según esta posición— se encuentra en el mejoramiento de su propia naturaleza, no en la mutación de ella. En el naturalismo no caben las tesis soteriológicas propias del pensamiento religioso o de corte platónico. 
Cabe también destacar la íntima ligazón entre el naturalismo y el progreso de la ciencia físico-natural. Aunque este factor es meramente fáctico —y aun a ese nivel discutible: Dewey, por ejemplo, no reconoce esta ligazón—, parece que ha ido ligado al desarrollo de las ciencias positivas, en especial de la física y la biología. Así ha sucedido con el naturalismo de los presocráticos, en los que la preocupación por la physis, la naturaleza, les llevó a una concepción naturalista de la realidad; con los pensadores renacentistas, influidos por el auge de la nueva ciencia; con el naturalismo decimonónico, que toma ocasión en gran parte de la grandiosa comprensión del cosmos que ofrecía la física newtoniana y los nuevos descubrimientos de la biología evolucionista, y, por último, con el actual naturalismo, basado en la nueva visión que del Universo presenta el progreso científico.
Finalmente, dentro de un naturalismo consecuente, los problemas epistemológicos no alcanzan la virulencia a que llegan en el seno de otras concepciones; por ejemplo, en el idealismo. Suele darse en los pensadores naturalistas una cierta confianza en el poder espontáneo de los órganos cognoscitivos humanos para captar la realidad. La correlación establecida por el naturalismo entre el hombre como microcosmos y el universo como macrocosmos conduce a la creencia, más o menos explícita, de que entre ambos se da una simpatía óntica fundamentadora de una fácil captación del ser del segundo por la facultad cognoscitiva del primero. Y, de hecho, la gnoseología del naturalismo ha sido siempre un tanto deficiente. A este aspecto del naturalismo, aunque se habla de la absolutización de la naturaleza, de la negación de la dualidad naturaleza-espíritu o de la dualidad natural-sobrenatural. También se caracteriza el naturalismo por el llamado “optimismo antropológico” y por el hecho de mostrar una confianza en el naturalismo. Es destacable, también, el que se refiera la figura de John Dewey como un psicólogo naturalista que puso énfasis decidido en el tema de la educación; este apoya las diferencias entre los conjuntos opuestos de cada uno.

### Periodos
Históricamente el naturalismo ha tenido cuatro momentos principales, por lo que puede distinguirse entre un naturalismo griego, un naturalismo renacentista, un naturalismo moderno y un naturalismo actual. Los filósofos naturalistas hacen que se elaboren muchas nociones importantes que pasarán al patrimonio filosófico de la verdad.
- El primero tiene dos periodos fundamentales, encarnados en las escuelas presocráticas y en las posaristotélicas: epicúreos y estoicos; en todas ellas la physis se presenta como algo absoluto que en sí misma encuentra la razón de su existir; el propio ser humano no aparece más que como un elemento de la naturaleza, con ciertas peculiaridades, pero sometido por completo y sin excepción alguna a sus leyes. Es muy significativo que la primera manifestación clara y definida de una teoría evolucionista aparezca en Anaximandro y se continúe en el epicúreo Lucrecio.

- El naturalismo renacentista es una clara muestra de la derivación, antes citada, hacia el humanismo; aunque tendencias naturalistas pueden señalarse en la mayoría de los pensadores del Renacimiento —ejemplo manifiesto sería Leonardo da Vinci—, sus representantes más típicos son Bernardino Telesio (1509-88), Francisco Patrizzi (1529-97) y Tomás Campanella (1568-1639).

- El naturalismo moderno, de fuerte raigambre científica, se inicia durante el siglo XVIII —el naturalismo de la Enciclopedia, cuyos jalones principales serán el naturalismo pananimista de Jean Baptiste René Robinet (1735-1820) y el naturalismo mecanicista de La Mettrie y de Holbach—, culminando en el siglo siguiente bajo la forma del materialismo mecanicista de L. Büchner, J. Moleschott y E. Haeckel.

- En la actualidad el naturalismo es una corriente de innegable difusión si bien con fuertes variantes entre sus diversos representantes. Pueden citarse entre ellos a A. N. Whitehead (The Concept of Nature, 2a ed. Nueva York 1926), A. Liebeck (Wetterwachen, Stuttgart 1928) y H. Blüher (Die Achse der Natur, Hamburgo 1949). Un grupo interesante de defensores del naturalismo es el formado por los autores de los 15 estudios sobre cuestiones filosóficas contenidos en Naturalisim and Human Spirit (ed. Y. H. Krikorian, Nueva York 1944) —entre los que cabe citar a S. P. Lamprecht, J. B. Pratt, W. R. Dennes y E. Nagel—, creadores del llamado neonaturalismo, cuya característica fundamental es una mayor apertura en el concepto de naturaleza y el abandono del materialismo y del mecanicismo presentes, en general, en el naturalismo anterior y tradicional.

## Naturalismo metafísico
El naturalismo metafísico o naturalismo ontológico es una doctrina y un sistema de creencias que sostiene que no hay nada más que naturaleza, fuerzas y causas del tipo de las estudiadas por las ciencias naturales, aquellas que se requieren para comprender nuestro entorno físico. 
No se trata de una mera visión sobre los estudios científicos actuales sino también sobre lo que la ciencia descubrirá en un futuro. El naturalismo ontológico tiene una visión no dual de la realidad.
Según Steven Schafersman, geólogo y presidente de Texas Citizens for Science, el naturalismo metafísico es una filosofía que sostiene que:
1. La naturaleza abarca todo lo que existe en el espacio y el tiempo.
2. La naturaleza (el universo o el cosmos) consiste solo de elementos naturales, es decir, de una sustancia físicaespaciotemporal - masa - energía. Sustancia no física o cuasifísica, como información, ideas, valores, lógica, matemáticas, el intelecto y otros fenómenos emergentes, ya sea que superen lo físico o pueden reducirse a una cuenta física.
3. La naturaleza opera según las leyes de la física y ,en principio, puede explicarse y entenderse por la ciencia y la filosofía.
4. Lo sobrenatural no existe, es decir, solo la naturaleza es real. El naturalismo es, por lo tanto, una filosofía metafísica a la que se opone principalmente el creacionismo bíblico.
5. Según la ciencia, todos los eventos evolucionan en una serie causal. La descripción religiosa de los eventos es rota y no causal. Los trucos de magia y los seres mágicos no tienen un procesamiento causal interno porque son míticos.
6. Todo es potencialmente descriptible, pero no tuvimos tiempo suficiente para responder todas las preguntas de manera lógica. Las teorías basadas sólo en una retórica supuestamente autoevidente sin pruebas, son mitológicas.
7. La capacidad de pensar y el estado de ser persona, no preexiste en la nada precósmica. El pensamiento es un proceso con componentes de software y hardware.
8. El estado de ser un individuo consciente de sí mismo (en inglés: personhood; ver: «the criteria of personhood» - Mary Anne Warren) no es cosmogónico. La cosmogonía preexplosiva (antes del Big Bang) es una serie causal de eventos (ver: «Nuestro Universo Matemático» - Max Tegmark, eventos probabilísticos dentro de la estructura matemática - El naturalismo metafísico no tiene opiniones estáticas. Evoluciona con la ciencia y acepta el cambio si se puede justificar. Max Tegmark es un profeta. Simplemente abrió un nuevo campo de estudio sobre el estado precósmico [o estado cósmico hipernónimo, porque Stephen Hawking no aceptó ese límite absoluto].).
9. Ninguna excusa vaga puede justificar los sesgos metafísicos. El campo divino impersonal (p. ej., Tao) es implícitamente personocrático y pensamientocrático. Esto significa que incluso el campo divino impersonal es una teoría sesgada basada en valores humanos, metas y propósitos ulteriores; y todavía no satisface la rigurosa evolución causal de los acontecimientos.
10. El agnosticismo no es compatible con el naturalismo metafísico. El agnosticismo dominante es la ambivalencia entre religión y naturalismo metafísico. Otras formas de agnosticismo (ateísmo agnóstico y teísmo agnóstico) expresan la indecidibilidad en la decisión existencial (decisión utilizada como término en la teoría de la decisión) sobre dios. Todas las formas de agnosticismo (incluidas las formas ateas de agnosticismo) sobreestiman los prejuicios humanos (incluso las formas de agnosticismo que desafían a dios, pero no la importancia de su decisión estatal [condición general] dentro de la teoría de la decisión). Se podrían haber postulado sesgos infinitos, pero los humanos se enfocan solo en los sesgos beneficiosos hacia ellos y sus valores. Todas las formas de agnosticismo sobreestiman los prejuicios humanos y no el conjunto infinito de prejuicios no beneficiosos. El naturalismo metafísico que se basa en una teoría incompleta no es una forma de agnosticismo (la etimología no es tautológica para la definición de palabras; Neil deGrasse Tyson y Bill Nye malinterpretan la definición de agnosticismo). El naturalista metafísico, incluso si no lo sabe todo, no está abierto a vagos prejuicios pensamientocráticos. Solo el método científico es aceptable.
11. Según la neurociencia, no hay libre albedrío de una esencia preexistente del yo (ver: Robert Sapolsky, Nancy Kanwisher). El pensamiento es el resultado del procesamiento cerebral. El individuo no selecciona sus atributos corporales cuando es un bebé, ni la entrada de información inicial. El individuo a medida que envejece puede adquirir conocimiento, y el conocimiento puede ofrecer un control adicional sobre las acciones, pero las leyes bioquímicas actúan antes que cualquier resultado consciente (ver: sentido de agencia). La verdadera libertad no existe, solo grados de libertad, como juventud, salud, riqueza y educación. Los mayores grados de libertad dan más control al individuo sobre su vida, pero no dan un control infinito. Incluso algunos ateos de izquierda creen en el libre albedrío, pero nunca explican qué es realmente libre. Cualquier comportamiento es el resultado de leyes naturales. Las leyes de la naturaleza moldean al individuo. El individuo no puede violar las leyes naturales. Algunas otras personas malinterpretan la falta de libre albedrío como una excusa para la pereza y el crimen. Esta es una simple mala interpretación. Responder a preguntas filosóficas no es una excusa para la pereza y el crimen. Los individuos funcionales pueden tener diferentes opiniones filosóficas, pero eso no es excusa para ser vagos o criminales. La evolución no promovería algo tan dañino para todos. Además, los eventos probabilísticos no se originan ni están controlados por el individuo. Si analizamos causalmente las interacciones bioquímicas dentro de un cuerpo humano; todas las acciones obedecen las leyes naturales y no son causadas por una esencia mágica preexistente. Esa no es razón para liberar a los criminales y cancelar el sistema legal (ver: Robert Sapolsky tiene un diálogo con Alan Alda).
12. Según la extrapolación de los teoremas de incompletitud de Gödel, el supuesto Todo Unido (la totalidad metalógica de Todo) no existe. «Todo» no se puede describir en una sola teoría. Muchos universos son mutuamente excluyentes y la mayoría de los componentes de Todo no son universos (ver: Marcus du Sautoy, Max Tegmark). Dios no puede ser fragmentado, ni ningún otro campo mágico con propósito; esa es una razón adicional por la que la religión es una falacia.

Carl Sagan lo expresó brevemente: "El Cosmos es todo lo que es o fue o será".

## Naturalismo metodológico
El naturalismo metodológico refiere a la disposición a priori a intentar integrar todos los fragmentos de nuestro conocimiento científico en un/os mismo/s marcos teóricos naturalizados, es decir, integrados coherente y racionalmente. Estos métodos son útiles en la evaluación de afirmaciones sobre la existencia y el conocimiento y en la identificación de mecanismos causales responsables de la aparición de diversos fenómenos; intentar explicar y probar los esfuerzos, hipótesis y eventos con referencia a causas naturales.
Es decir, lo que busca es proporcionar un mismo marco teórico coherente dentro del cual realizar el estudio científico de las así llamadas leyes de la naturaleza. El naturalismo metodológico es una forma de adquirir conocimiento. Es un sistema de pensamiento distinto relacionado con un enfoque cognitivo de la realidad y, por lo tanto, es una filosofía del conocimiento. Estudios de la socióloga Elaine Ecklund sugieren que los científicos religiosos en la práctica aplican el naturalismo metodológico. Informan que sus creencias religiosas afectan la forma en que piensan sobre las implicaciones, a menudo morales, de su trabajo, pero no la forma en que practican la ciencia.

## Naturalismo ético
El naturalismo ético (también llamado naturalismo moral) es la visión metaética que afirma: 
1. Las oraciones éticas expresan proposiciones.
2. Algunas de estas proposiciones son ciertas.
3. Esas proposiciones se hacen realidad mediante características objetivas del mundo, independientes de la opinión humana.
4. Estas características morales del mundo son reducibles a los juicios de hecho y empírico, tipo científico.

## Materialismo y fisicalismo
El materialismo es la creencia de que la materia es la única sustancia que existe y es una forma de naturalismo, pero el naturalismo permite un espectro más amplio de explicaciones, siempre que se mantengan dentro del marco de lo natural.
De hecho, algunos filósofos como Noam Chomsky, Quine, entre otros, han señalado recientemente que la concepción "materialista" clásica ya tiende a ser tanto etimológica como conceptualmente anticuada, debido a motivos tales como el gradual y natural aumento de la complejidad conceptual en las ciencias naturales, como la física, donde se han dado diversos avances experimentales que han llevado notoriamente al cuestionamiento de ciertas categorías conceptuales sostenidas en el pasado —como la distinción anteriormente considerada fundamental entre "materia" y "energía" como dos realidades fundamentales diferentes, la concepción clásica corpuscular y estática de la materia, etc.—. 
Por este motivo, algunos autores recientes prefieren hablar de "fisicalismo" como un sinónimo de naturalismo —pues el origen etimológico de la palabra "física" es physis, término que podría traducirse como naturaleza; siendo así la "física" la ciencia que estudia la misma—.

## Crítica
El filósofo y teólogo Alvin Plantinga, un conocido crítico del naturalismo en general, comenta:
"El naturalismo presumiblemente no es una religión. Sin embargo, en un aspecto muy importante se asemeja a la religión: se puede decir que desempeña la función cognitiva de una religión. Existe una gama de preguntas humanas profundas a las que una religión suele dar una respuesta ... Como una religión típica, el naturalismo da un conjunto de respuestas a estas y otras preguntas similares ".
Plantinga, en su argumento evolutivo contra el naturalismo, afirma que la probabilidad de que la evolución haya producido humanos con creencias confiables y verdaderas es baja o inescrutable, a menos que su evolución haya sido guiada, por ejemplo, por Dios.
El argumento evolutivo de Plantinga rezaría así:

Definiciones:
1. N (naturalismo) ∧ M (materialismo) = La realidad se reduce a la materia: lo único que existe es material y los entes "intelectuales" o "espirituales" no tienen ningún tipo de poder causal. No existe ningún "Dios" ni ningún ser "sobrenatural".
2. E = Los seres humanos han llegado a existir como tales mediante los mecanismos descritos por la teoría de la evolución (mutaciones + selección natural).
3. F = Nuestras facultades cognitivas son, en general, fiables.

Estructura del argumento:
1. P(F/N∧M∧E) es baja.
2. Cualquiera que acepte N∧M∧E y entienda que P(F/N∧M∧E) es baja, tiene un defeater para F.
3. Cualquiera que tenga un defeater para F, tiene motivos de peso para dudar de la validez o la verdad de cualquier creencia que tenga, incluida la creencia en N∧M∧E.
4. La creencia en N∧M∧E se socava a sí misma.

Una posible objeción evidente sería preguntar por qué la probabilidad de que nuestras facultades cognitivas sean en general fiables es baja simplemente aceptando N∧M∧E (como dice la premisa 1), pues cabría pensar que la tendencia evolutiva a ser capaz de formarse creencias verdaderas, como el entendimiento de que delante de uno hay un depredador, y actuar en consecuencia, podrían ser perfectamente adaptativas (por causar esta creencia que uno entienda el peligro y, por tanto, evite a dicho depredador o tome las medidas pertinentes cuando sea necesario) y, por tanto, favorecidas por los mecanismos propios de la evolución.
Dicho esto, el punto con el argumento de Plantinga sería que, aceptando la teoría de la evolución como un proceso principalmente mecanicista, y dado que según el materialismo (M) los "entes no materiales", como las mentes no corpóreas, no existen y por tanto carecen de poder causal en absoluto, no habría en tal caso ningún motivo por el cual una persona ante este razonamiento estuviera legitimada en asumir que sus facultades cognitivas son fiables (F) o "dirigidas" mediante los procesos de la evolución a formarse creencias verdaderas en lugar de falsas, por cuanto el significado mental o contenido proposicional de estas sería irrelevante (aceptando N∧M∧E) para los procesos de selección natural de la evolución, pues el hecho de tener o no una creencia verdadera como "Hay un depredador delante de mí" no intervendría ni influiría en absoluto (según la propuesta propia del materialismo, M) en la acción de los músculos para alejarse o evitar al depredador observado, ya que estos procesos mecánicos (estímulos neuronales y activación de los músculos) no necesitarían de ningún tipo de agencia volitiva consciente o intencionalidad que los active.